# Hank Biasatti
Henry Arcado "Hank" Biasatti (Beano (Codroipo), 14 de enero de 1922 - Dearborn (Michigan), Estados Unidos, 20 de abril de 1996) fue un jugador de baloncesto y béisbol italiano nacionalizado canadiense que disputó una temporada en la BAA, y otra más en las Grandes Ligas de Béisbol, además de jugar varios años en ligas menores. Con 1,80 metros de estatura, jugaba en la posición de base en baloncesto y de primera base en béisbol.

## Trayectoria deportiva

### Primeros años y universidad
Nacido en Italia en 1922 y bautizado como Arcado Luigi Biasatti, unos años después migró junto a su familia a Canadá, instalándose en la ciudad de Windsor, Ontario. Allí adoptó el nombre de Henry y el apodo de Hank.
Asistió a la Gordon McGregor Continuation School, donde se destacó jugando baloncesto, sóftbol y fútbol -tanto al asociado como al canadiense-; además jugó al béisbol en el equipo East Windsor Cubs.
En 1940 ingresó al Assumption College, donde se uniría a los equipos de fútbol canadiense y baloncesto de la institución. Sin embargo en 1942, luego de jugar una temporada de la Canadian–American League con los Trois-Rivières Renards, se alistó en el Ejército Canadiense. Fue asignado al frente interno, siendo enviado a la guarnición militar de London, Ontario. Estando allí jugaría con el London Army Team en la temporada de 1943 de la Intercounty Baseball League y del Canadian Baseball Congress, conquistando ambas competiciones. Al año siguiente el equipo se desvincularía de la entidad militar, pasando a denominarse London Majors. Biasatti fue desmovilizado en 1944, retornando al Assumption College para jugar baloncesto (fue parte del elenco que en 1945 venció por 49 a 45 a los Harlem Globetrotters en un partido amistoso, anotando 11 puntos) pero sin cortar su relación con los London Majors.

### Profesional

#### Béisbol
Se unió a los Toronto Maple Leafs en 1946 para jugar en la International League, una liga de categoría triple A. Sin embargo su equipo lo envió a los Savannah Indians de la South Atlantic League y a los Sunbury Yankees de la Interstate League para ganar experiencia en competiciones de menor categoría. 
La temporada 1947 la disputó con los Savannah Indians, mejorando su promedio de bateo y convirtiéndose en el segundo mayor realizador de cuadrangulares en esa temporada de la SAL. Elló le sirvió para ser contratado por los Philadelphia Athletics, equipo al cual los Indians estaban afiliados. Sin embargo los filadelfianos lo cederían para la temporada 1948 a los Toronto Maple Leafs.
Biasatti hizo su debut en la Major League Baseball recién en agosto de 1949. Jugó un total de 21 partidos esa temporada, anotando sólo dos hits.
Luego de ello retornaría a la International League para jugar dos temporadas con los Buffalo Bisons. En 1952 se unió a los San Francisco Seals de la Pacific Coast League, justo en el año en que la competición fue categorizada como Abierta, lo que la ponía un escalón por encima de las ligas triple A pero uno por debajo de la MLB. 
Biasatti retornó a Canadá en 1953 para desempeñarse como jugador-entrenador de los Waterloo Tigers en la Intercounty Baseball League, y al año siguiente cumplió la misma función en los Drummondville A's de la Ligue Provinciale de Québec. Luego de ello retornaría a los Estados Unidos para continuar jugando y entrenando: en 1955 fue campeón de la Piedmont League con los Lancaster Red Roses, y al año siguiente tuvo su última experiencia profesional con los Columbia Gems en su regreso a la South Atlantic League tras nueve años de ausencia. 

#### Baloncesto
En 1946 fue uno de los seis jugadores canadienses invitado al campus de entrenamiento de los Toronto Huskies, equipo que se preparaba para afrontar la temporada inaugural de la Basketball Association of America (competición que luego evolucionaría hasta convertirse en la National Basketball Association). Sólo Biasatti fue reclutado para integrar el equipo, convirtiéndose así en el primer jugador extranjero en jugar en la BAA o la NBA. Más tarde durante la temporada se uniría a su equipo el también canadiense Gino Sovran, antiguo compañero suyo en el Assumption College. Biasatti disputó sólo 6 partidos en los que anotó 6 puntos.
Al año siguiente fue elegido en el Draft de la BAA de 1947 por Boston Celtics, pero nunca llegó a debutar con el equipo. Más interesado en el béisbol que en el baloncesto, Biasatti no volvió a jugar profesionalmente (algunas biografías confunden a Hank Biasatti con Hank Baeitti, y le atribuyen una trayectoria como baloncestista en ligas menores que no tuvo).
Al retirarse en 1956 del deporte profesional, Biasatti regresó a su alma máter, la Assumption University, y entrenó al equipo de baloncesto de la institución por seis años.

#### Estadísticas en la BAA

##### Temporada regular
| Temporada | Edad | Equipo          | Liga | Pos. | P | TIT | MIN | TC  | TCA | %TC  | 3P | 3PA | %3P | TL  | TLA | %TL  | R.OF. | R.DEF. | REB | ASIS | ROB | TAP | PER | FP  | PTS |
| 1946-47   | 25   | Toronto Huskies | BAA  |      | 6 |     |     | 0.3 | 0.8 | .400 |    |     |     | 0.3 | 0.7 | .500 |       |        |     | 0.0  |     |     |     | 0.5 | 1.0 |
| Total     |      |                 | BAA  |      | 6 |     |     | 0.3 | 0.8 | .400 |    |     |     | 0.3 | 0.7 | .500 |       |        |     | 0.0  |     |     |     | 0.5 | 1.0 |